# Ramazan Özcan
Ramazan Özcan (Hohenems, 28. lipnja 1984.) bivši je austrijski nogometni vratar turskog porijekla.

## Klupska karijera
Profesionalnu karijeru započeo je 2003. godine u dresu Austrije Lustenau, gdje je igrao do transfera u Red Bull Salzburg u ljeto 2006. godine. U Salzburgu je proveo sezonu i pol kao treći vratar, odigravši samo dvije utakmice u austrijskoj Bundesligi u završnom dijelu sezone 2006./07.
U zimskoj stanci sezone 2007./08. prešao je u redove njemačkog drugoligaša TSG 1899 Hoffenheim, u početku na šestomjesečnu posudbu. Za Hoffenheim je odigrao svih sedamnaest susreta u drugoj polovici sezone i pomogao momčadi u osiguranju ulaska u 1. Bundesligu. U tih sedamnaest susreta je primio samo trinaest golova. Po završetku sezone potpisao je trogodišnji ugovor s Hoffenheimom.

## Reprezentativna karijera
Zbog bolesti Helgea Payera ušao je među 23 igrača u sastavu Austrije za završni turnir Europskog prvenstva 2008. Austrijski nogometni izbornik objavio je u svibnju 2016. popis za nastup na Europskom prvenstvu u Francuskoj, na kojem se nalazi Özcan.